# 兴州 (宁夏)
兴州，中国古代的州。
1020年，西夏李德明升怀远县为兴州，作为自己定难节度使的首府。即今宁夏回族自治区银川市。阻黄河依靠贺兰山为固。1033年，李元昊改兴州为兴庆府。《宋史》还是称之为兴州。